# Târsa-Plai
Târsa-Plai – wieś w Rumunii, w okręgu Alba, w gminie Avram Iancu. W 2011 roku liczyła 20 mieszkańców.